# Samaveda
Samaveda (sanskrt: [सामवेद, sāmaveda] Napaka: {{Transl}}: transliteration text not Latin script (pos $1) (pomoč) — iz korenov sāman »melodija« in veda »znanje«)
je tretja (po običajni razvrstitvi) izmed štirih ved, ki so starodavno jedro hindujskih svetih besedil. Menijo, da najstarejši deli Samavede segajo v obdobje 1000 pr. n. št., po svetosti in liturgični pomembnosti pa stoji ob boku Rigvede. Sestavljena je iz zbirke (samhita) himn, delcev himn ter posameznih verzov, ki so vzeti iz Rigvede. Te himne udgatarski svečeniki prepevajo s posebnimi melodijami, samaganami, ob žrtvovanjih, kjer raznim bogovom darujejo sok rastline soma, pomešan še z nekaterimi drugimi sestavinami.
Vrstni red in postavitev verzov so skozi zgodovino menjali, da so ustrezali obredom, v katerih so jih uporabljali, izvirni vrstni red verzov pa ni ohranjen. Besedilo se od Rigvede pogosto razlikuje v tem, da so verzi v nekaterih primerih v obliki glos, v drugih pa je izgovorjava starejša od rigvedske (kot na primer [ai] namesto običajnega [e]). Verzi v Samavedi se pri petju še dodatno spreminjajo zaradi podaljševanja, ponavljanja ali zaradi »klateških« zlogov (stobha), kot tudi zaradi raznih kadenc, postankov in drugih sprememb, opisanih v pesmaricah (gana).

## Revizije
R. T. H. Griffith pravi, da obstajajo tri različice Samavede:
- revizija Kauthuma uveljavljena državah v Gudžaratu in Biharju,
- revizija Džaiminija v Karnataki in Kerali,
- revizija Ranajanija pa v Maharaštri.

Revizija Kauthuma je bila objavljena v celoti (Samhita, Brahmana, Shrautasutra in pomožne sutre), nekateri deli recenzije Džaiminija pa ostajajo neobjavljeni. W. Caland je objavil izdajo prvega dela samhite, Raghu Vira in Lokesh Chandra sta objavila Brahmano, H. Oertel pa je objavil zapostavljeno Upanišado. Pesmarice ostajajo neobjavljene , zato tradicija hitro izginja. Kljub temu nekateri strokovnjaki za Samavedo zdaj pripravljajo tiskano izdajo.